# MPO (entreprise)
Pour les articles homonymes, voir MPO.
MPO (acronyme de Moulages plastiques de l'Ouest), est une entreprise française spécialisée dans la fabrication de supports de médias et de stockage de données. Fondée en 1957, elle est basée à Averton (Mayenne). MPO est aujourd'hui[Quand ?] l'un des principaux presseurs indépendants en France.

## Historique
MPO est à sa création en 1957 une entreprise de pressage de disques vinyles. C'est en 1983 qu'elle prend le virage du numérique et devient rapidement un des principaux producteurs de CD.
En 1992, elle développe la technologie et signe avec Sony un accord de production de MiniDisc préenregistrés, et vierges l'année suivante, production aujourd'hui abandonnée.
En 2003, MPO est le leader mondial du pressage de CD et assure plus de la moitié de la production française de DVD.
MPO a aussi été un des leaders du pressage des Laserdisc dans les années 1990.

## Description
MPO fabrique des CD, DVD, disques vinyles et Blu-Ray pour le compte de maisons de disques ou de producteurs indépendants. Elle commercialise également des CD et DVD vierges, vendus sous la marque Hi-Space et fabriqués en France, ainsi que d'autres supports comme les clés USB. Le groupe occupe le segment de la numérisation des vidéos grâce à sa filiale MPO eMedia.
De plus, avec sa filiale M'Pack, MPO réalise le packaging de ses disques et clés USB ainsi que l'impression sur lesdites clés USB et sur les coffrets.
Depuis 2010, l'entreprise effectue un grand virage stratégique en axant ses investissements sur la fabrication de panneaux photovoltaïques, tout en étant appuyée par la banque publique d'investissement OSEO. MPO fait partie d'un consortium nommé PV20 pour mener un projet de R&D collaboratif sur ce sujet afin de contrebalancer la chute du marché du CD.

## Filiales du groupe
| Filiale    | Activité                                                                            |
| ---------- | ----------------------------------------------------------------------------------- |
| MPack      | Réalisation du packaging et de l'impression sur disque                              |
| MLink      | Chargée de la logistique de MPO et ses filiales                                     |
| MPO eMedia | Duplication de supports pour la vidéo, le jeu vidéo, la musique et la presse        |
| Fiege MPO  | Conseils et services en logistique                                                  |
| MPO Energy | Filiale axée sur l'énergie solaire et la production de panneaux photovoltaïques     |
| MPO USB    | Production et personnalisation de clés USB avec possibilités de clés USB sur-mesure |

## Organisation
Le groupe dispose de trois sites de production de disques (Madrid, Villaines-la-Juhel, Bangkok), d'un site d'impression et de conditionnement (Averton) et trois sites de logistique en Europe et en Asie, pour un total de plus de 600 employés dans le monde en 2020, selon l'entreprise.